# شکل تو
«شکل تو» تک‌آهنگی از هنرمند اهل بریتانیا اد شیرن است که در ۶ ژانویه ۲۰۱۷ منتشر شد. این ترانه پر شنونده ترین ترانه اد شیرن بالاتر از بی‌نقص، عادت‌های بد و لرزیدن در اسپاتیفای است.